# Styhead Tarn
Der Styhead Tarn ist ein kleiner See im Lake District, Cumbria, England. Der Styhead Tarn liegt am  nördlichen Rand des Sty Head Pass, der das Borrowdale Tal mit Wasdale verbindet.
Der Styhead Tarn liegt in einem Kar, dass vom Great Gable im Westen und dem Seathwaite Fell im Osten begrenzt wird.
Der Styhead Tarn erhält Wasser aus verschiedenen kurzen Zuflüssen sowie aus dem Abfluss des Sprinkling Tarn. Der Abfluss des Sees ist der Styhead Gill, der einer der Quellflüsse des River Derwent ist.
Mit einer durchschnittlichen Regenmenge von 4.369 mm im Jahr gilt der Seathwaite Tarn als der Ort mit dem höchsten Niederschlag in Großbritannien.

## Nachweise
1. ↑  Seathwaite (Borrowdale) auf The Cumbrian Directory, (englisch).